# Oh Eun-sun
Oh Eun-Sun (Koreaans: 오은선, Hanja: 吳銀善) (5 maart 1966 Namwon, Zuid-Korea) is een Zuid-Koreaanse bergbeklimster. Zij was de eerste Koreaanse vrouw die de Zeven toppen beklom, en streefde ernaar alle veertien achtduizenders te beklimmen. Op 27 april 2010 bereikte Oh de top van de Annapurna I, haar veertiende top onder de achtduizenders. Oh wordt gesponsord door BlackYak, een Zuid-Koreaanse producent van outdoor-producten.
Ohs beklimming van de Kangchenjunga wordt in twijfel getrokken door collega-klimmers, onder wie Edurne Pasaban, die op 27 april 2010 nog een top moet beklimmen om alle veertien achtduizenders beklommen te hebben, en door twee sherpa's die met Oh de Kangchenjunga beklommen zouden hebben. Na gesprekken met Pasaban en het bekijken van de foto's en verklaringen van de sherpa's heeft Elizabeth Hawley bekendgemaakt dat Ohs beklimming als betwist gemarkeerd wordt in Hawley's Himalayan Database.
Van Oh is ook bekend dat zij regelmatig met een helikopter van het ene basiskamp naar het andere reist, en zij heeft gebruikgemaakt van teams om haar beklimming op de berg voor te bereiden.

## Klimcarrière[9]
Achtduizenders
- 1997 Gasherbrum II
- 2004 Everest
- 2006 Shishapangma
- 2007 Cho Oyu
- 2007 K2
- 2008 Makalu
- 2008 Lhotse
- 2008 Broad Peak
- 2008 Manaslu
- 2009 Kangchenjunga (betwist)[10][11]
- 2009 Dhaulagiri
- 2009 Nanga Parbat
- 2009 Gasherbrum I
- 2010 Annapurna I[12]

Zeven toppen
- 2002 Elbroes
- 2003 Denali
- 2004 Aconcagua
- 2004 Kilimanjaro
- 2004 Vinsonmassief
- 2004 Kosciuszko